# Otto Barth (officier)
Pour les articles homonymes, voir Otto Barth et Barth (homonymie).
Otto Barth (né le 18 juin 1891 à Dresde, mort le 3 mai 1963 à Erlangen) est un officier allemand, major-général durant la Seconde Guerre mondiale.

## Biographie
Il entre dans le 64e régiment d'artillerie de campagne à Pirna le 30 mars 1911 comme Fahnenjunker puis est lieutenant le 9 août 1912.
Lors de la déclaration de la Première Guerre mondiale, il est mobilisé dans une batterie sur le front occidental et est blessé le 16 août 1914. Après un séjour d'hospitalisation et de convalescence, il revient en tant qu'aide de camp le 1er juin 1915. Le 22 mai 1917, il est promu oberleutnant et participe en avril 1918 à la bataille d'Armentières. Il continue jusqu'à l'armistice. Il est démobilisé et fait capitaine en 1920.
Durant sa vie civile, il vend de la porcelaine d'Iéna puis est employé de banque. Il revient dans l'armée en février 1935 et est du service actif en septembre 1936, nommé major en mars 1937 puis commandant un an après.
Lors de la Seconde Guerre mondiale, il est lieutenant-colonel en août 1940 et intègre en décembre la 111e division d'infanterie. Sa première intervention a lieu sur le front de l'est le 22 juin 1941. Il est promu colonel en février 1942 puis relevé le 17 mai 1943 pour être de réserve, sert d'instructeur en artillerie. Il commande la 30e division d'infanterie du 15 août 1944 au 30 janvier 1945 et est promu major-général. Peu avant l'armistice, il est du commandement de la 21. Luftwaffen-Feld-Division qui est capturée par l'Armée rouge durant la poche de Courlande. Il est fait prisonnier de guerre et libéré le 9 août 1955.

## Récompenses
- 1914 : croix de fer 2e et 1re classes.
- Chevalier de l'Ordre militaire de Saint-Henri[1].
- Croix allemande en or le 9 octobre 1942[2].
- Croix de chevalier de la croix de fer le 8 mai 1943[2].